# Йоп Клант
Якобус Йоганнес (Йоп) Клант (нар.1 березня 1915, Варменгейзені — 26 грудня 1994, Амстердам) — нідерландський економіст, романіст і професор політичної економії в Амстердамському університеті.

## Біографія
Його батьками були Пітер Клант та Гертє де Мур. Йоп Клант вивчав економіку в Амстердамському університеті. Був студентом Теодора Лімперга. Наприкінці 1930-х років він перервав навчання, щоб продовжити справу свого хворого батька, який був розпорядником овочевого аукціону у Варменгейзені. Пізніше в 1954 році закінчив навчання на економіста. Через двадцять років, у 1973 році, він опублікував свою кандидатську дисертацію під назвою «Правила для економістів» (нід. «Spelregels voor Economen»).
Після вивчення економіки в Амстердамі Клант працював спеціалістом із статистики у Національному управлінні будівельних матеріалів в Амстердамі. Відразу після Другої світової війни Клант виїхав до Південної Африки, де вісім років працював статистиком у Преторії. Повернувшись у Нідерланди, він працював у дослідницькому центрі Nederlandse Handelsmaatschappij, пізніше ABN.
У 1966 році став викладати в університеті, а з 1975 року — став професором політичної економії в Амстердамському університеті. Клант був одним із засновників відділу «Історія та методологія економічної науки». З 1966 по 1975 рік Клант був директором амстердамському економічному дослідницькому інституті SEO (нід. Stichting voor Economisch Onderzoek der Universiteit van Amsterdam).
У 1947 році Клант отримав літературну премію ім. Люсі Б. та К. В. ван дер Хоогт (нід. Lucy B. en C.W. van der Hoogtprijs ) від Товариства Нідерландської літератури (Maatschappij der Nederlandse Letterkunde) за роман «Народження Яна Клаассена» (нід. «De geboorte van Jan Klaassen») 1946 року. Надалі в своєму житті Клант завжди тримався біля гуманітарних наук: був головою Літературного фонду (Fonds van de Letteren) та видавничої компанії De Bezige Bij.
У 1993 році разом з Арі Паїсом отримав премію Академії Королівської Нідерландської академії мистецтв і наук. У тому ж році він і Теодор Алоїзіус Стіверс також отримали нагороду Пірсона Пеннінга.
Його сестра Сабет Клант була видатною прихильницею другої хвилі фемінізму. Серед іншого вона була скарбником організації «Wij vrouwen eisen» («Ми, жінки, вимагаємо»). У місті Преторія 24 січня 1948 року Йоп Клант одружився з Анною Джоаною (Жаклін) Фальян Вліландер Гейн (1911 р.н.). Вона була членом родини Гейнів, дочкою Бенджаміна Маріуса Файяна Вліландера Гейна (1887—1959) та Анни Йозенганс (1889—1961).

## Публікації
- 1946: De geboorte van Jan Klaassen[5]
- 1954: De fiets (3d ed.,1979)
- 1956: Hollands Diep
- 1973: Wandeling door Walein
- 1973: Spelregels for economen; de logische structuur van economische theorieën (2e druk 1979)[6]
- 1975: Wat is economie? Inaugural speech,
- 1977: Geld en banken[7]
- 1979: Samenleving en onderzoek. Joop Klant, Wim Driehuis, Herman J. Bierens en Anton Julius Butter (red.)
- 1980: Balansreeksen 1900—1975 van financiële instellingen in Nederland
- 1987: Filosofie van de Economische Wetenschappen
- 1988: Geld, Banken en Financiële Markten (met Casper van Ewijk) ook: 1990, 1992[8]
- 1988: Het ontstaan van de staathuishoudkunde

Статті, добірка
- 1990: «Refutability» In: Methodus December 1990. p. 6-9

Про Кланта
- Een lezenswaardig interview uit 1978 met J. J. Klant in: Arnold Heertje & Ria Kuip — Dat bonte economenvolk (1979)